# 达布逊站
达布逊站位于青海省格尔木市达布逊村，是青藏铁路的一座车站，距离西宁站750公里，于1979年启用，现由青藏铁路公司营运。车站现为四等站，承担货运业务。